# 普雷舍斯峰
62°4′S 58°20′W / 62.067°S 58.333°W
普雷舍斯峰（Precious Peaks），是南極洲的山峰，位於南設得蘭群島的喬治王島，由讓-巴蒂斯特·夏古率領的法國探險隊命名，在1960年由氣象觀測員命名，現時由南極條約體系管理。